# Scheldeprijs 1912
De zesde editie van de wielerwedstrijd Scheldeprijs werd gereden op 21 juli 1912. De wedstrijd begon in Berchem en eindigde 170 kilometer later in Antwerpen.
De zege ging naar de Belg Joseph Van Wetter.

## Uitslag
| Scheldeprijs 1912 |                     |            |
| Plaats            | Naam                | Tijd       |
| Winnaar           | Joseph Van Wetter   | 6u 30' 00" |
| 2                 | Frans Tyck          | ?          |
| 3                 | August Vermeylen    | ?          |
| 4                 | Adolphe Coppez      | ?          |
| 5                 | Constant Hendrickx  | ?          |
| 6                 | Emiel Van Den Eynde | ?          |
| 7                 | Pierre Michiels     | ?          |
| 8                 | Lucien Buysse       | ?          |
| 9                 | Franz Van Migro     | ?          |
| 10                | Clément             | ?          |